# Paul Chamberland

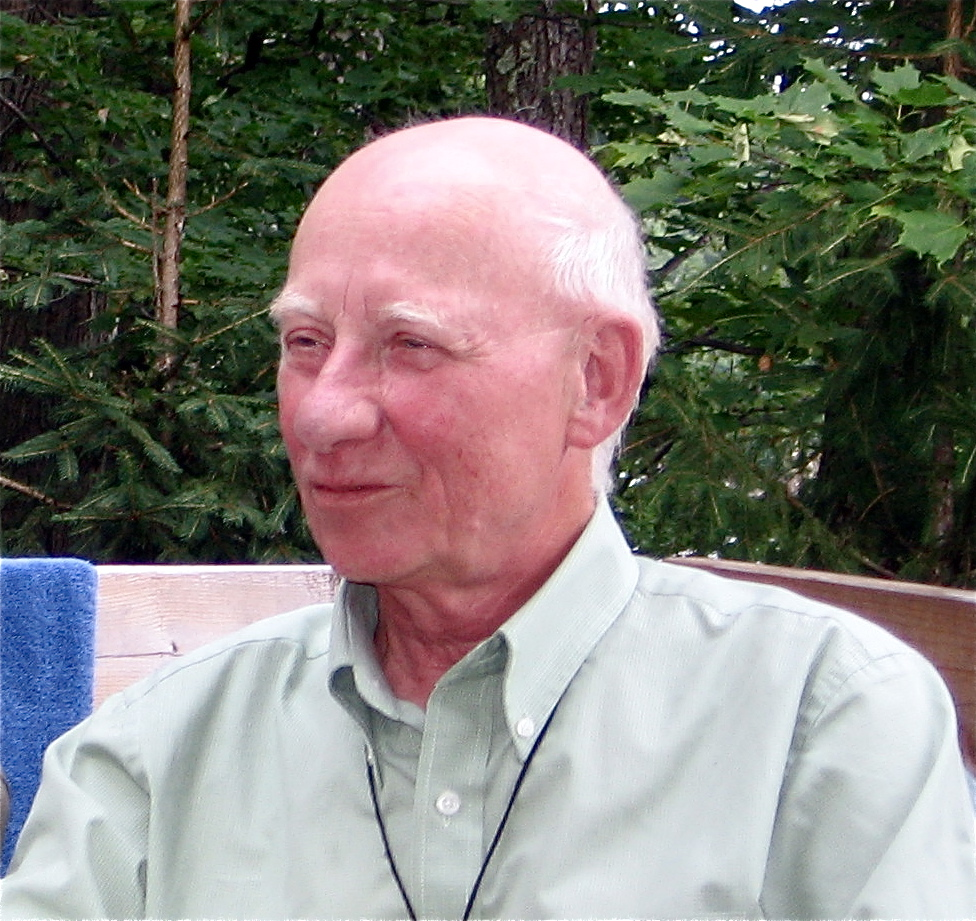
Paul Chamberland, 2007

Paul Chamberland (* 16. Mai 1939 in Longueuil/Québec) ist ein kanadischer Lyriker und Essayist.

## Leben
Nach seinem Kunststudium am Saint-Laurent College erlangte Chamberland 1964 einen Abschluss in Philosophie an der Universität Montreal, bevor er ein Studium der Literatursoziologie an der Sorbonne aufnahm. Ab 1986 war er Lehrbeauftragter, von 1991 bis 2004 Professor am Atelier d'écriture der Université du Québec à Montréal. Von 1995 bis 1997 war er außerdem Direktor der études supérieures. Er schrieb für die Magazine Mainmise und Hobo-Québec, außerdem auch für Liberté, La Barre du jour, Estuaire, Possibles und Forces und war Mitbegründer der Zeitschrift Parti pris.
In den 1960er Jahren veröffentlichte Chamberland mehrere Gedichtbände. Seit den 1970er Jahren wurde er auch als Essayist bekannt. Von 1991 bis 1994 war er Mitglied im Vorstand des Schriftstellerverbandes von Québec (UNEQ). 1991 arbeitete er an Jean-Daniel Lafonds Dokumentarfilm La manière nègre ou Aimé Césaire chemin faisant mit. Im Rahmen des Printemps des poètes 1999 nahm er an einer von der UNEQ organisierten Tournee von Lyrikern der Provinz Québec durch Frankreich teil. Die Zeitschrift Estuaire verlieh ihm 1999 den Lyrikpreis Terrasses Saint-Sulpice. 2000 gewann er den Prix de l’essai der Zeitschrift Spirale, 2004 den Lyrikpreis des kanadischen Schriftstellerverbandes, 2005 den Prix Victor-Barbeau und 2007 den Prix Athanase-David. Seit 2006 ist er Mitglied der Académie des lettres du Québec.

## Werke
- Genèses, Gedichte (1962)
- Le Pays, Gedichte (1963)
- Terre Québec, Gedichte (1964)
- L'Afficheur hurle, Gedichte (1965)
- L'Inavouable, Gedichte (1968)
- Éclats de la pierre noire d'où rejaillit ma vie (1972)
- Demain les dieux naîtront (1974)
- Terre souveraine (1980)
- Le Courage de la poésie (1981)
- L'Enfant doré (1981)
- Émergence de l'adultenfant (1981)
- Un Parti pris anthropologique (1983)
- Aléatoire instantané & Midsummer 82 (1983)
- Le Recommencement du monde (1983)
- Le multiple événement terrestre
- L’assaut contre les vivants
- Le froid coupant du dehors
- En nouvelle barbarie
- Au seuil d’une autre Terre
- Une politique de la douleur
- Les pantins de la destruction
- Le dire vrai du poème
- Nous sommes en guerre (2017)